# Culex aenescens
Culex aenescens är en tvåvingeart som beskrevs av Edwards 1941. Culex aenescens ingår i släktet Culex och familjen stickmyggor.
Artens utbredningsområde är Uganda. Inga underarter finns listade i Catalogue of Life.